# روبرت ف. ديكارو
روبرت فينسنت ديكارو (بالإنجليزية: Robert Vincent Decareau)‏ (من 26 مايو 1926 إلى 18 يناير 2009)  كان عالم أغذيه أمريكي، ساهم في تطوير تطبيقات الموجات الصغرية في تقنيات الغذاء، وخاصة التقنية التي قادت إلى تطوير فرن الميكروويف.
وقد خدم أيضا في بحرية الولايات المتحدة خلال الحرب العالمية الثانية وفي القوات البرية للولايات المتحدة خلال الحرب الكورية. و قد حصل على شهادة الدكتوراه من جامعة ماساتشوستس في أمهيرست.